# كينتا كوريهارا
كينتا كوريهارا (باليابانية: 栗原健太؛ بالكانا: くりはら けんた) هو لاعب كرة قاعدة ياباني، ولد في 8 يناير 1982 في تيندو في اليابان.

## وصلات خارجية
- كينتا كوريهارا على موقع الدوري الياباني لكرة القاعدة (الإنجليزية)
- كينتا كوريهارا على موقعبيزبول رفرنس.كوم (الدوري الثانوي) (الإنجليزية)